# Matt Johnson
Matt Johnson, född 1978 i New York, är en amerikansk skulptör.
Matt Johnson utbildade sig på University of California i Los Angeles, där han tog en magisterexamen i konst 2003. Han hade sin första separatutställning i mars 2004 på Taxter & Spengemann i New York.

## Offentliga verk i urval
- Levitating woman, brons, 2012, Ekebergparken skulpturpark i Oslo
- Blooming Uterus, glassfiber, 2017, Ekebergparken skulpturpark i Oslo